# Alžírsko
Alžírsko (arabsky الجزائر‎, berbersky ⴷⵣⴰⵢⴻⵔ), plným názvem Alžírská demokratická a lidová republika, je stát na severu Afriky a na pobřeží Středozemního moře. S rozlohou 2 381 741 km² je největší zemí v Africe a desátou největší na světě. V roce 2020 zde žilo podle oficiálního odhadu 44 700 000 obyvatel. Země je prezidentskou republikou s 58 provinciemi. Od roku 2019 je prezidentem Abdal Madžíd Tabbúni. Název státu je odvozen od jména hlavního (a největšího) města Alžír, což v arabštině znamená „ostrovy“.
Země na severovýchodě sousedí s Tuniskem, na východě s Libyí, na jihovýchodě s Nigerem, na jihozápadě s Mali, Mauritánií a územím Západní Sahary a na západě s Marokem. Většina populace žije na úrodném severu, jih pokrývá poušť Sahara. I když etnický základ dvou klíčových etnik, Arabů a Berberů, je rozdílný, alžírské úřady rozlišují jen arabsko-berberskou národnost, která tak tvoří 99 procent populace. Oficiálními jazyky jsou arabština a berberština. V některých kontextech slouží jako administrativní a vzdělávací jazyk francouzština, což je dědictví francouzské koloniální nadvlády, jež trvala v letech 1830–1962. Okolo 99 % obyvatel vyznává islám.
Alžírská ekonomika je podle Mezinárodního měnového fondu 42. největší na světě, z hlediska hrubého domácího produktu v paritě kupní síly (k 2020). To ji činí čtvrtou největší ekonomikou v Africe (po Egyptu, Nigérii a JAR). Může se opřít o 16. největší zásoby ropy na světě a druhé největší v Africe, stejně jako o deváté největší zásoby zemního plynu na světě. Sonatrach, národní ropná společnost, je největší africkou firmou.
Alžírsko má jednu z největších armád v Africe a největší rozpočet na obranu. Je členem Africké unie, Ligy arabských států, Organizace zemí vyvážejících ropu, OSN a Svazu arabského Maghrebu, jehož je zakládajícím členem.

## Historie

### Starověk
Potomci původních obyvatel Maghrebu jsou Berbeři. V 11. století př. n. l. existovala při pobřeží obchodní kolonie Féničanů. V průběhu 1. tisíciletí př. n. l. Zárodky civilizace rozesela po severním pobřeží dnešního Alžírska fénická mocnost Kartágo, jejíž centrum bylo v dnešním Tunisku. Ta se dostala do konfliktu s Římem, který si zajistil spojenectví berberských kmenů. Když Řím Kartagince definitivně porazil, dal Berberům za odměnu kartaginské území, což byl základ Numidského království. Jeho prvním doložitelným králem byl Massinissa. Numidie ovšem prosperovala natolik, že se začala stávat pro Řím nevítanou konkurencí. Římané ji tak v roce 46 obsadili a rozdělili na dvě jednotky, římskou provincii Mauretania a vazalské království okolo města Cirty. Odpor proti Římanům se projevoval četnými kmenovými povstáními i snahou odlišit se v náboženských záležitostech, díky čemuž se v oblasti prosadilo křesťanství. Římané ovládali toto území až do roku 429, kdy začalo být obsazováno Vandaly. Ti jako vyznavači ariánství pronásledovali ostatní křesťany, ale jejich jen malý zájem zemi opravdu ovládat posílil oproti římským časům moc berberských kmenů a místních elit. V 6. století Vandaly vytlačili Byzantinci, kteří našli s Berbery porozumění, učinili je svými spojenci a dokonce jim vypláceli finanční podporu.

### Středověk
Od 60. let 7. století začali do oblasti pronikat Arabové, kteří celou severní polovinu dnešního státu připojili k umajjovskému chalífátu. Arabům se jako prvním dobyvatelům v historii Alžírska podařilo Berberům vnutit vlastní jazyk, kulturu a náboženství. Vytlačili křesťanství z celého Maghrebu. Nakonec Arabové území proměnili i etnicky, když v 11. století přišla migrační vlna arabských beduínů. V té době malý kus země, zahrnující ovšem i dnešní hlavní město Alžír, ovládli západosaharští Almorávidé, radikální islámská berberská sekta. Ve 12. století je vystřídali Almohádové, jejichž území se po porážce od Španělů rozpadlo na tři části, přičemž tu, která zahrnuje dnešní Alžírsko, ovládli Zajánovci.

### Novověk

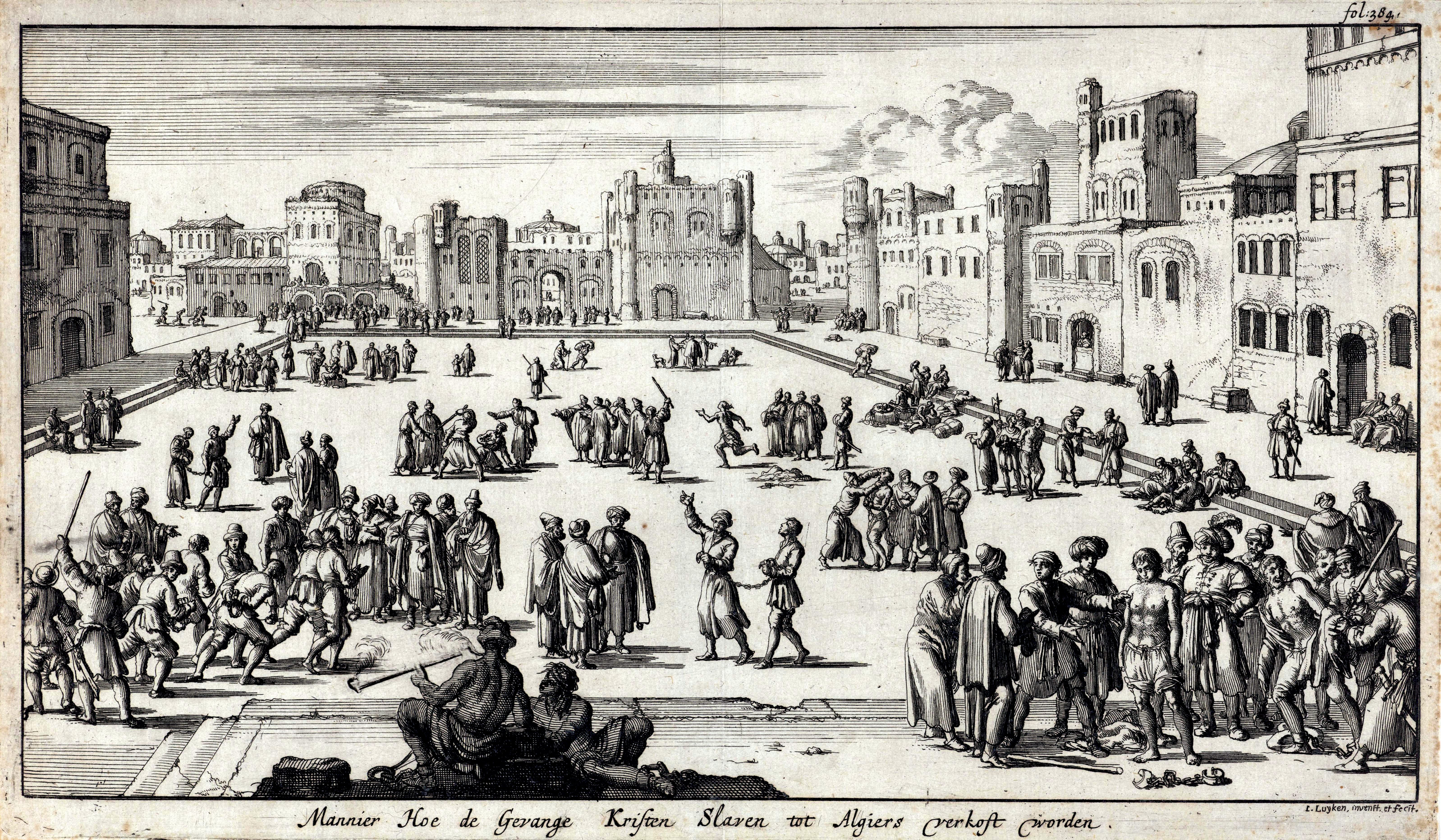
Trh s křesťanskými otroky v Alžíru roku 1684

V 15. a 16. století řadu severoafrických přístavů ovládli Španělé. Ti tvrdě potlačovali pirátství, což se nelíbilo místním vládcům, kteří s piráty obchodovali, ani pirátům samotným. Vůdce Alžíru Sálim al-Tsámí proto uzavřel spojenectví s korzárem Chajruddínem Barbarossou a společně Španělům klíčové přístavy uzmuli. Sálima piráti uškrtili a vládu tak získal sám Chajruddín. Proti Španělům, a také bouřícím se Kabylům, však potřeboval spojence. Oslovil proto Osmany. Roku 1529 tak bylo Alžírsko připojeno k Osmanské říši. Stalo se poté nadlouho základnou tzv. barbarských korzárů pod osmanskou ochranou. Odhaduje se, že v průběhu 16. až 19. století bylo severoafrickými barbarskými piráty odvlečeno do otroctví až milion Evropanů. Město Alžír se během 16. století změnilo v centrum oblasti. Kolem roku 1580 mělo 100 mešit a více než 60 000 obyvatel. Vládní systém byl komplikovaný, vládli sice oficiálně pašové dosazení z Istanbulu, ale velkou moc držel též elitní vojenský kontingent zvaný odžak a také piráti, kteří plnili státní pokladnu. Na konci 17. století tahanice mezi těmito třemi mocenskými centry zemi de facto roztrhly.

### Kolonizace

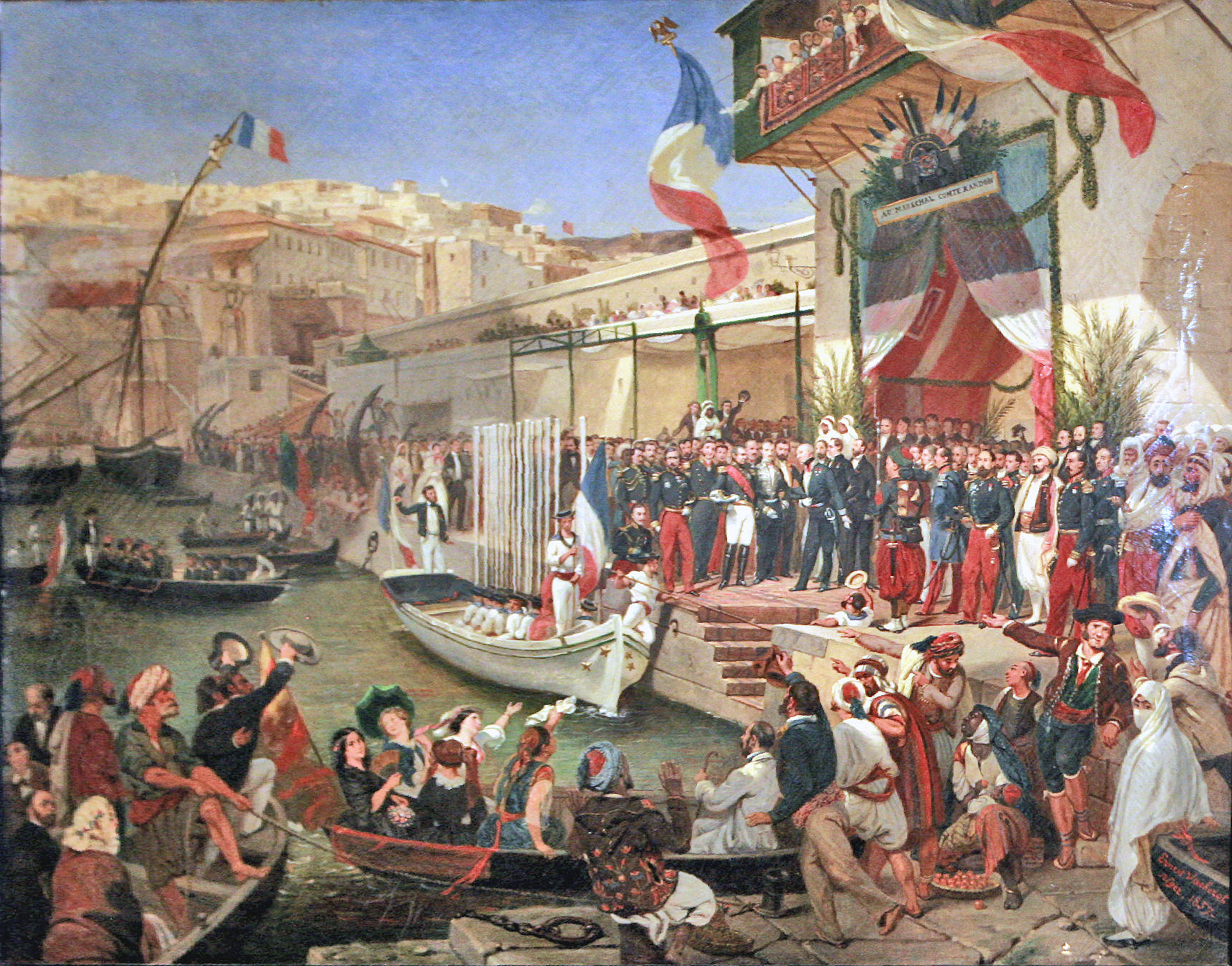
Nový francouzský guvernér přijíždí do Alžíru v roce 1857

Vnitřní oslabení bylo velmi nebezpečné zejména proto, že západní mocnosti stále více nahlas mluvily o tom, že s pirátským alžírským problémem je nutno něco udělat. Zelenou k boji dal Vídeňský kongres roku 1815, po němž na Alžír útočili Britové a Američané. Spojené státy vedly proti severoafrickým státům dvě berberské války. Ovšem rozhodující zlom přišel až poté, co se „alžírský problém“ rozhodli vyřešit Francouzi.
V roce 1830 provedla Francie do země invazi a po zajetí vůdce protifrancouzského odboje Abd al-Kádira v roce 1847 se Alžírsko dostalo pod její nadvládu.
Desítky tisíc kolonistů z Francie, Itálie, Španělska a Malty přijely do Alžírska, aby hospodařily na pobřežních planinách a zabraly nejdražší pozemky ve městech vyvlastněné francouzskou vládou. Lidé evropského původu a původní alžírští Židé byli od konce 19. století právoplatnými francouzskými občany, na rozdíl od většiny alžírských muslimů, kteří zůstali až do roku 1947 mimo francouzské právo nemajíce občanství ani volební právo. Francouzi se také pokoušeli využít berberskou otázku a postavit Berbery proti Arabům, jako ty, kteří jsou předurčeni převzít francouzskou a evropskou kulturu.

### 20. století
Počátek 20. století přivedl první snahy o změnu poměru sil. Důležitými daty byl rok 1943, kdy byl vypracován „Manifest alžírského lidu“ a rok 1946, kdy vzniklo Hnutí za vítězství demokratických svobod (MTLD). Po roce 1954 se část MTLD transformovala do FNO (Fronta národního osvobození). (AFRISOU, Bajer)
V roce 1954 zahájila Národní osvobozenecká fronta (NOF) guerillovou Alžírskou válku o nezávislost. Po skoro deseti letech války ve městech i na venkově se jí podařilo v roce 1962 vyhnat Francouze ze země. Válka v Alžírsku, při které docházelo k mučení a páchání válečných zločinů, si vyžádala více než 400 000 obětí. Většina z milionu lidí evropského původu spolu s profrancouzskými muslimy během několika měsíců roku 1962 emigrovala do Francie.
První prezident, vůdce osvobozenecké fronty Ahmed Ben Bella, byl v roce 1965 svržen svým bývalým spojencem a ministrem obrany Houarim Boumédiènem. V zemi se potom po 25 let udržela relativní stabilita pod vládou socialistické strany Houariho Bumediena a jeho následovníků.
V roce 1965 v důsledku neuspokojivé ekonomické situace (pomalé tempo ekonomických reforem) došlo ke státnímu převratu. I následující léta probíhala ekonomicky velmi neuspokojivě, důsledkem byly časté personální změny v nejvyšších pozicích. Důraz byl kladen na silný centralistický stát. Po roce 1970 nastává období ve znamení proměn v odvětvích průmyslu a zemědělství a též v kultuře.

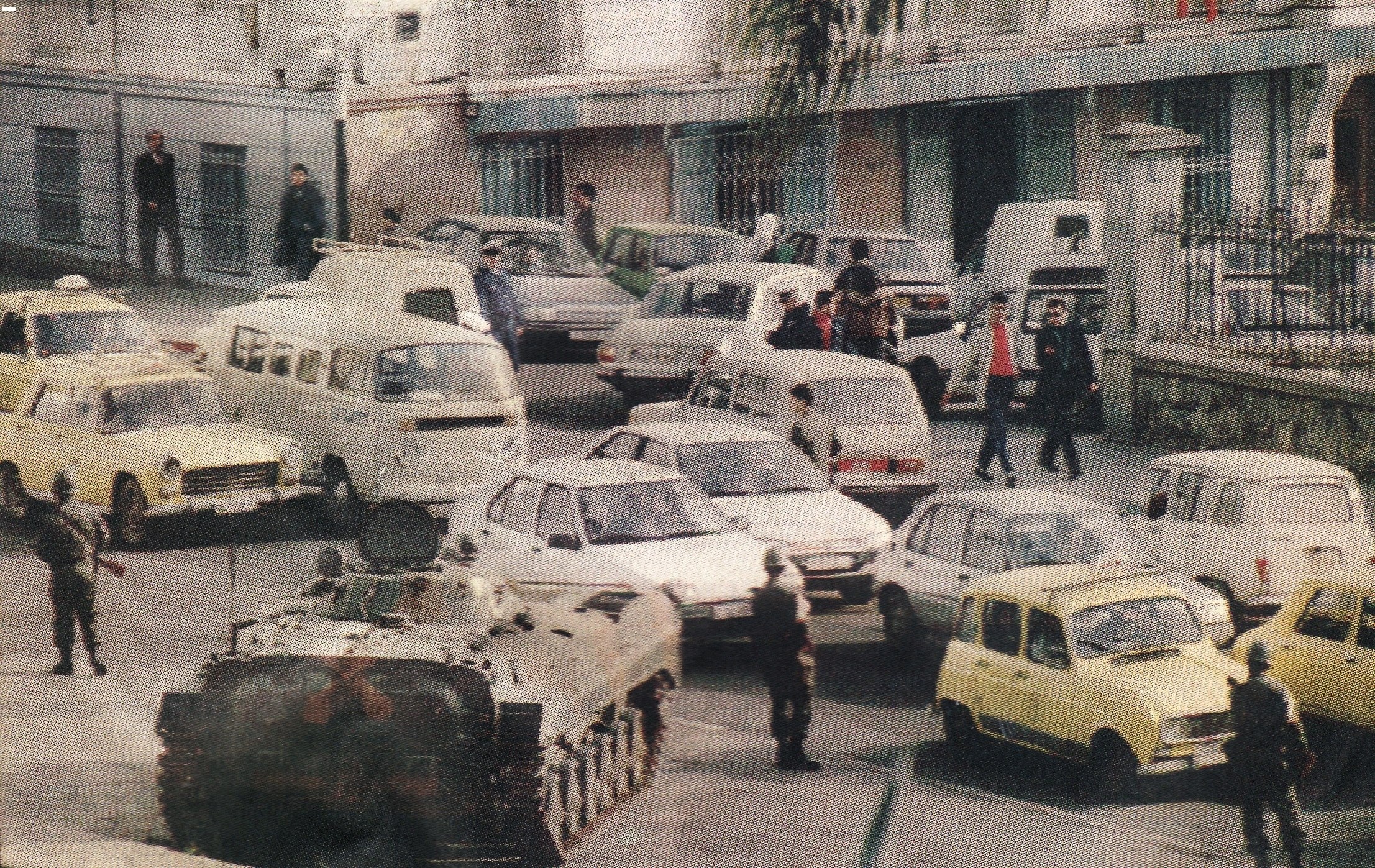
Vojenská technika v ulicích Alžíru v lednu 1992

V říjnu 1988 Alžírsko zasáhly vlny stávek v reakci na hospodářský propad země. Při střetech s vojskem bylo zabito několik stovek stávkujících. Prezident Šadlí Bendžedíd, byť nepovolil zrušení politického monopolu NOF, připustil existenci různých názorových proudů v rámci této strany. Navrhl novou ústavu, podle které byl prezident zodpovědný Národnímu shromáždění. Výsledek referenda o této ústavě – 92 % pro – byl však přijat podezřívavě. Ač nařčen z profrancouzské politiky, Šadlí Bendžedíd byl v prosinci znovu zvolen do čela státu.
V roce 1989 umožnila nová ústava podíl na vládě i opozičním stranám. Zavedení pluralismu v Alžírsku a dohoda o postupném rušení apartheidu v JAR, obě události spadající do roku 1988, byly, již před pádem Berlínské zdi, předzvěstí demokratické změny v Africe.
Volby 26. prosince 1991 vyhrála Islámská fronta spásy (IFS) fundamentalistických muslimů. Následoval vojenský převrat, moc převzala Nejvyšší státní rada, v lednu 1992 rozpustila parlament a v únoru vyhlásila výjimečný stav. IFS byla zakázána, přesto neukončila svoji činnost a na konci roku 1993 vyzvala všechny cizince v zemi, aby ji opustili. Po uplynuti této lhůty začaly masakry namířené nejen proti nim. Roku 1994 se stal prezidentem Liamine Zéroual, který byl podporován armádou. Na usmiřovacích konferencích v letech 1996 a 1997 se mu podařilo přimět umírněné islamisty k dialogu. V listopadu 1996 schválilo 85,6 % Alžířanů ústavní reformu, která zakazuje náboženské strany, umožňuje formování politických stran a posiluje úlohu prezidenta.
Občanská válka v Alžírsku mezi vládou a islamistickými povstalci si vyžádala přes 100 tisíc obětí. Po zvolení sekulárního prezidenta v roce 1995 se islamisté začali mstít masakrováním nezúčastněných obyvatel. Ještě v srpnu 2008 došlo k sebevražednému útoku na policejní školu, při kterém zemřelo 43 lidí. Od konce roku 2010 až do současnosti probíhaly nebo probíhají protesty, nepokoje, povstání a revoluce, které jsou nazývány jako „arabské jaro“. V rámci těchto událostí byl v únoru 2011 v Alžírsku zrušen téměř 20 let trvající výjimečný stav. Prezident Abdelazíz Buteflika, který v zemi vládl od roku 1999, na nátlak armády i veřejnosti odstoupil v dubnu 2019 z funkce.

## Státní symboly

### Vlajka
Alžírská vlajka je tvořena dvěma svislými pruhy – zeleným a bílým – s červeným půlměsícem a pěticípou hvězdou uprostřed vlajky.

### Hymna
Alžírská hymna je píseň Kassaman (nebo Qassaman). Slova napsal Mufdi Zakariah, hudbu složil Egypťan Mohamed Fawzi.

## Geografie

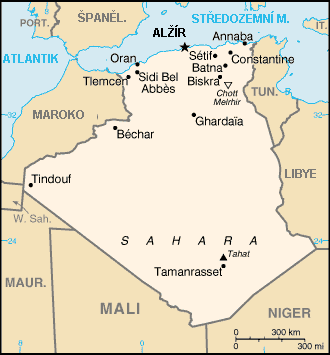
Mapa Alžírska

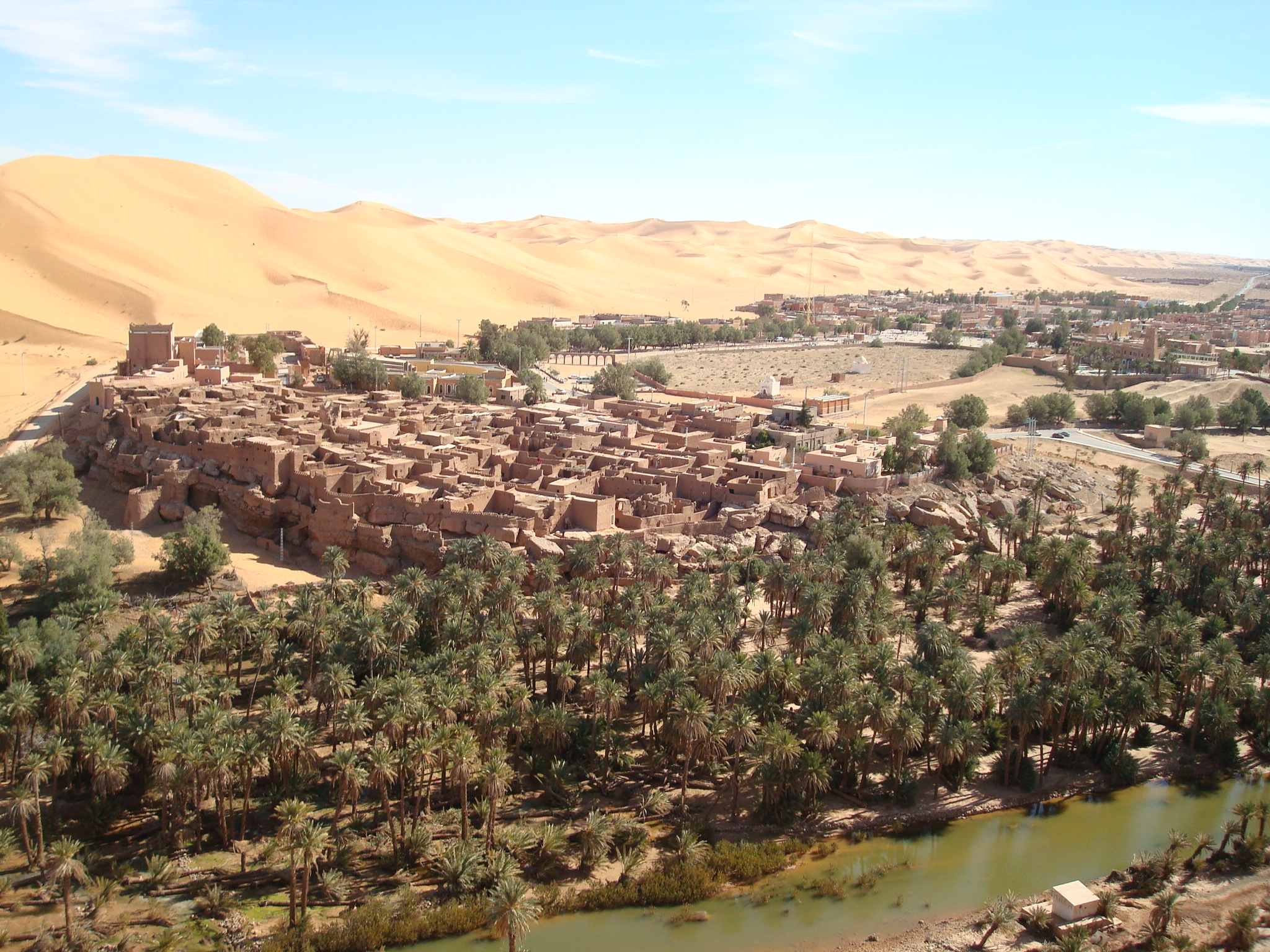
Oáza na Sahaře

Alžírsko leží na severu Afriky. Ze severní strany je 998 km dlouhé kopcovité až hornaté pobřeží Středozemního moře, na němž leží většina velkých měst včetně hlavního Alžíru. Na severovýchodě hraničí s Tuniskem (965 km), na východě s Libyí (982 km), na jihu s Nigerem (956 km), na jihozápadě s Mali (1 376 km), na jihozápadě s Mauritánií (463 km) a na západě se Západní Saharou (42 km) a s Marokem (1 559 km). S rozlohou 2 381 741 km² je 11. největším státem na světě, největším v Africe a 30× větším než Česká republika. Z Afriky zabírá asi 7,9 % rozlohy.
Asi tři čtvrtiny rozlohy země zabírá v jižní části poušť Sahara s pohořími Ahaggar a Tassili. V Ahaggaru je nejvyšší hora země Tahat s výškou 2 908 m n. m. Na severu dominují dva paralelně od východu na západ probíhající horské hřebeny Atlasu, oddělující pobřeží Středozemního moře od Sahary. Mezi Velkým Atlasem a Malým Atlasem ve výšce 700–1200 m n. m. se rozprostírá plošina Šotů se slanými vysychajícími jezery. Na 80 % Alžírska se nenachází žádná vegetace, pouze oblast Kabylie východně od Alžíru je pokryta souvislým lesním porostem.
V pobřežní oblasti vládne středomořské podnebí, pro oblast Atlasu je typické kontinentální klima s horkými léty a studenými zimami. Suché a horké pouštní počasí s vysokými teplotními rozdíly mezi dnem a nocí vládne na jihu země.
Nejníže položeným místem je šot Melrhir (−40 m n. m.). Největší řekou je Šelif.

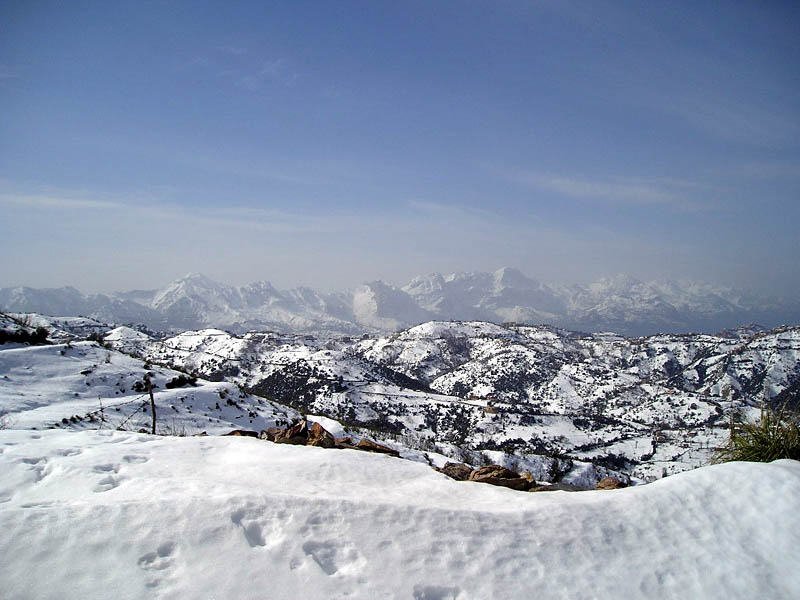
Pohoří Džurdžura pokryté sněhem
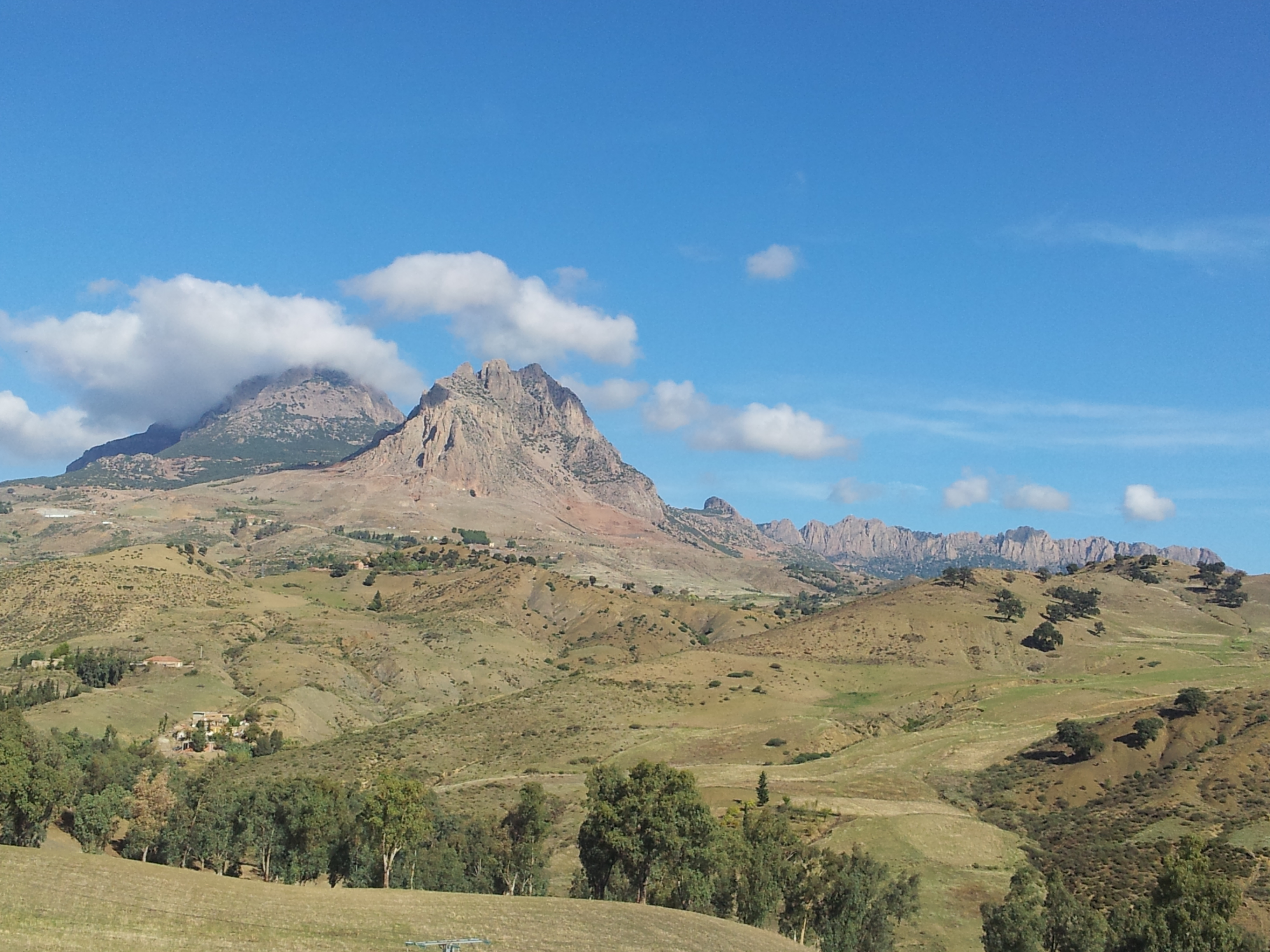
Ouarsenis, pohoří na severozápadě (1985m)
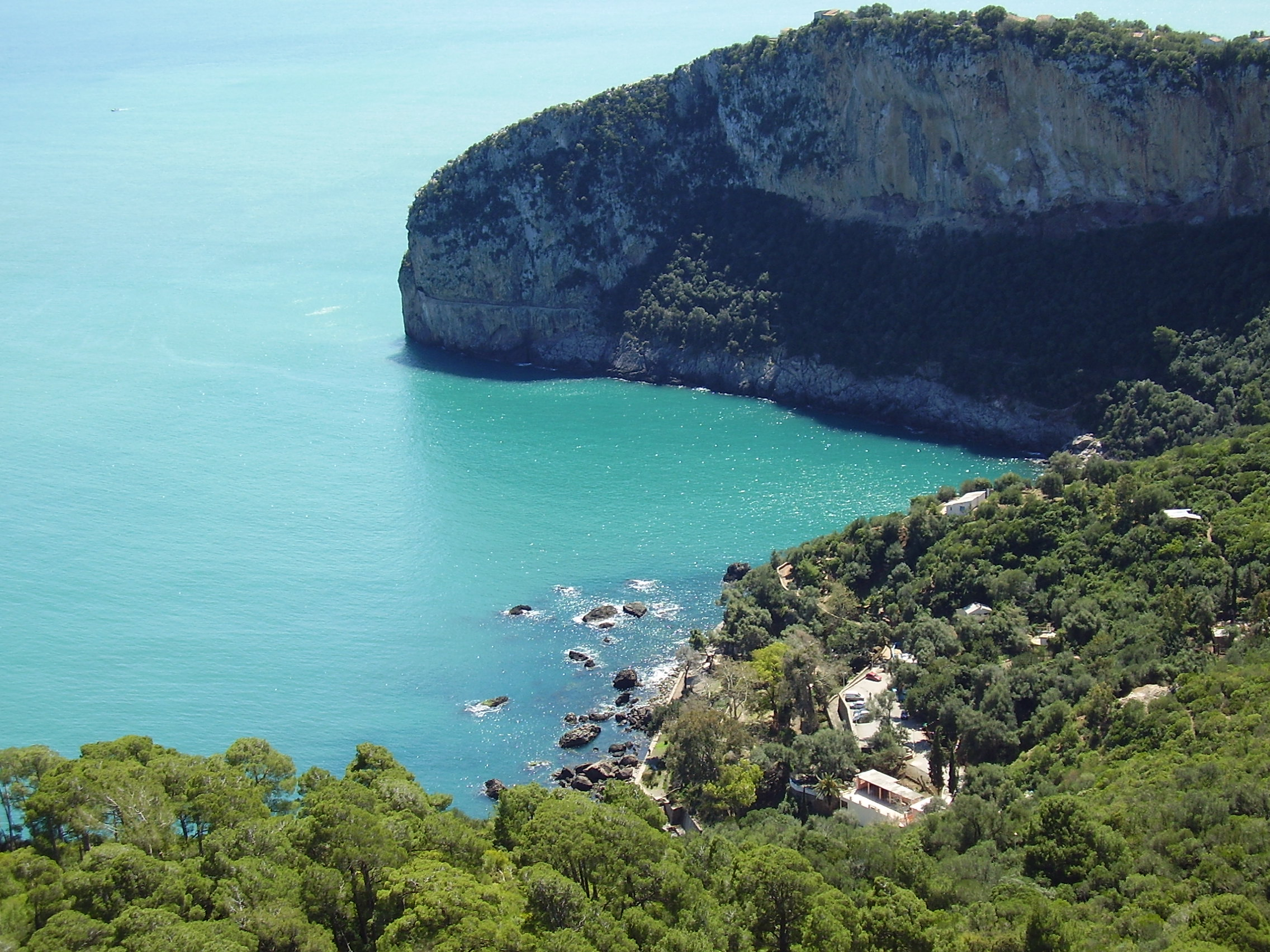
Pobřeží u města Bidžája
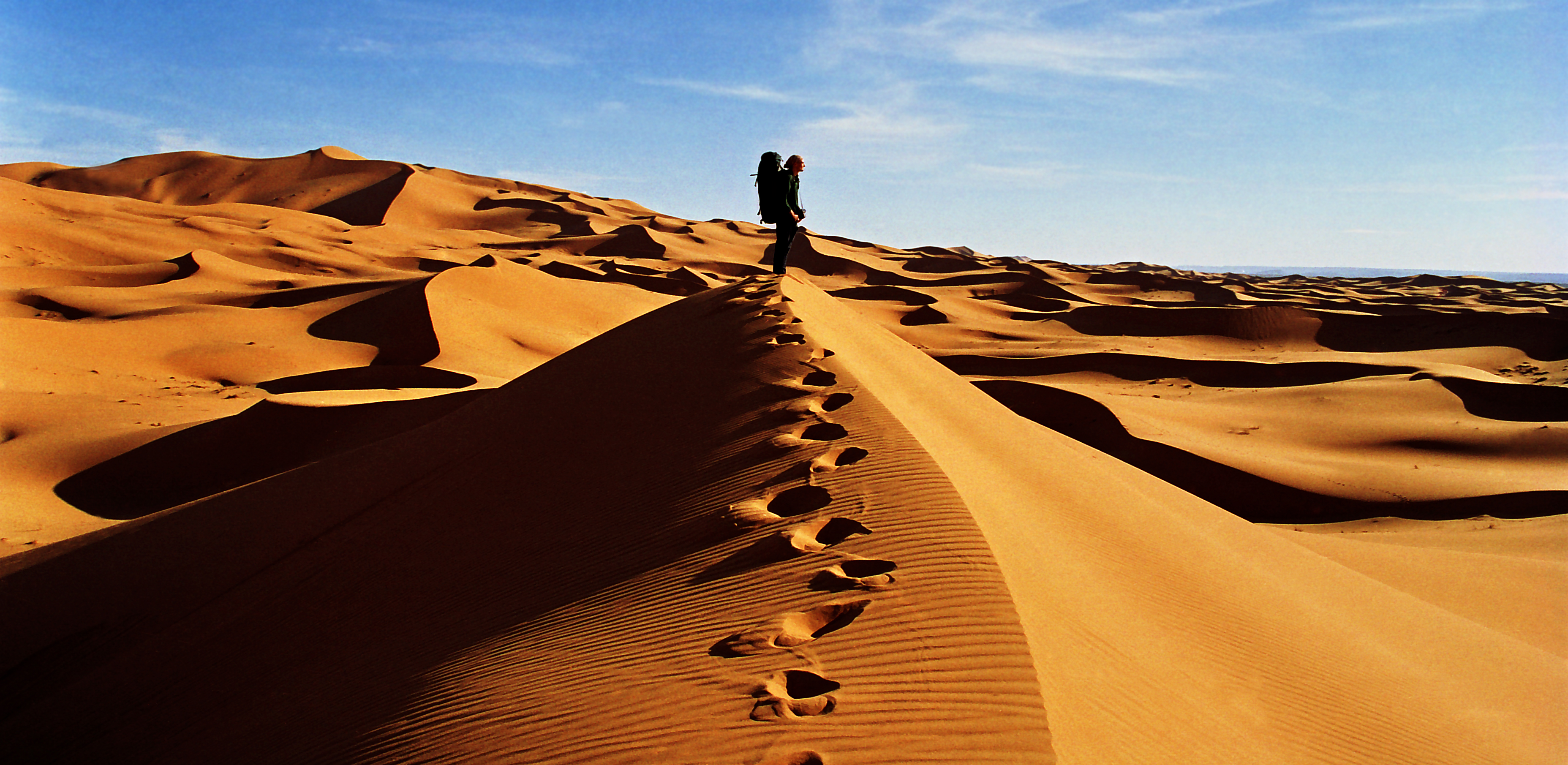
Poušť Sahara v oblasti hranice Alžírska a Maroka.

## Politický systém
Hlavou státu je prezident, volený na pět let. Do změny ústavy v roce 2008 mohl vykonávat maximálně dva mandáty, v současné době je počet mandátů neomezený. Prezident jmenuje předsedu vlády, který sestavuje vládu.
Alžírský parlament je dvoukomorový. Dolní komora (Národní shromáždění) má 380 poslanců volených na pět let. Horní komora (Rada národů) má 144 poslanců, z nichž 96 je voleno a 48 jmenováno prezidentem. Všeobecné volební právo je od 18 let. Podle ústavy žádná politická strana nesmí být založena na rozdílech v náboženství, jazyka, rasy, pohlaví, povolání nebo regionu. V parlamentních volbách v květnu 2012 zvítězila v nich Fronta národního osvobození, jediná povolená strana do roku 1989, se ziskem 221 mandátů. Také v parlamentních volbách v roce 2017 zvítězila Fronta národního osvobození, která získala 26 % hlasů, druhý skončil její spojenec, strana Národní demokratické shromáždění. S 38 % byla volební účast na alžírské poměry nízká.
Systém je autoritářský, velký vliv má armáda, výjimečný stav vyhlášený v roce 1992 byl odvolán až v roce 2011 v souvislosti s Arabským jarem. Přístup opozice do médií je omezený, přístup na internet bývá omezován.

### Hlavy státu

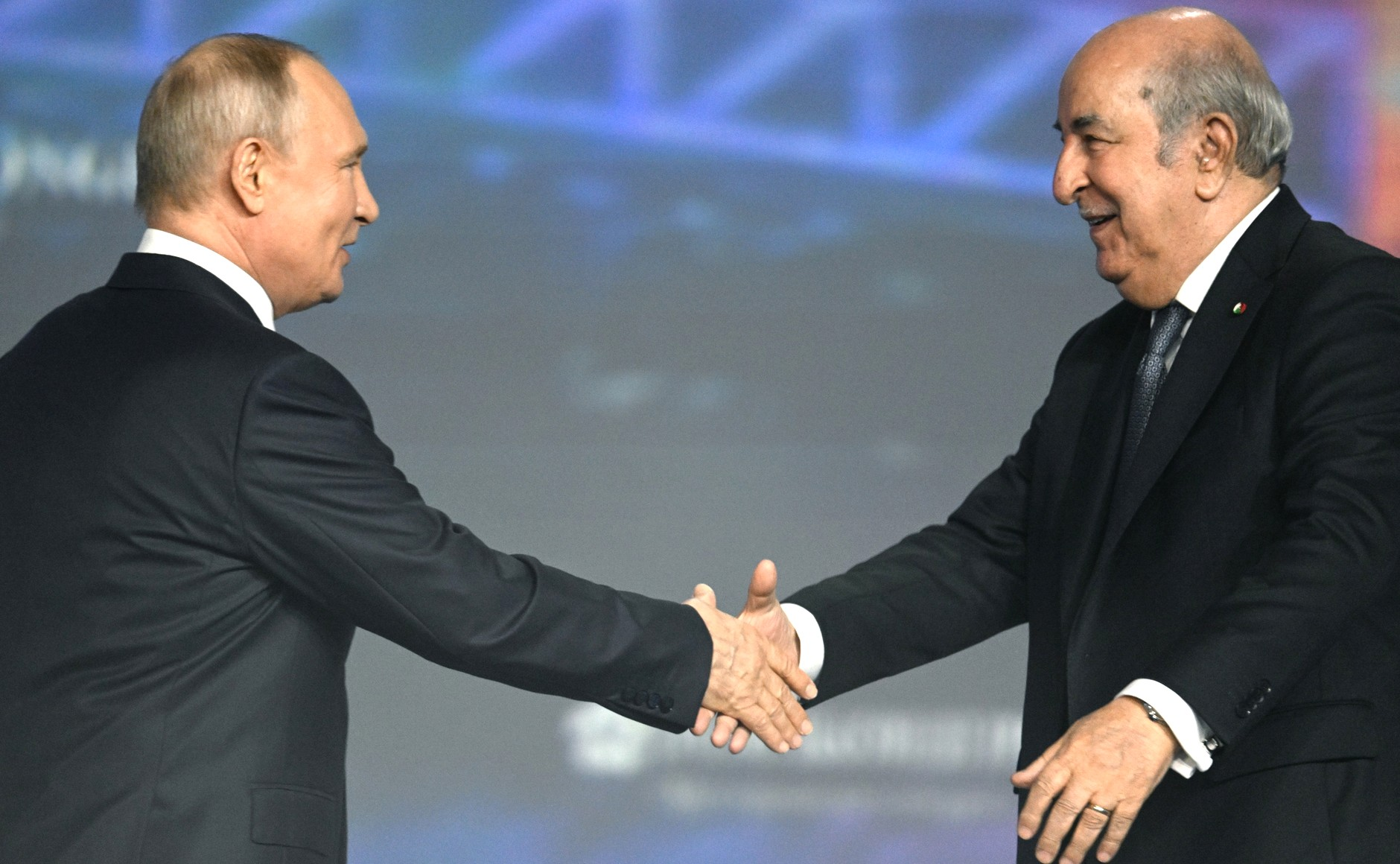
Alžírský prezident Abdal Madžíd Tabbúni s ruským prezidentem Putinem v červnu 2023

- Abderrahmane Farès 7. 4. 1962 – 25. 9. 1962 – předseda prozatímní exekutivy – FLN
- Ferhat Said Ahmed Abbas 25. 9. 1962 – 27. 9. 1962 – předseda Ústavodárného národního shromáždění – FLN
- Ahmed Ben Bella 27. 9. 1962 – 20. 9. 1963 – předseda vlády hlavou státu – FLN
- Ahmed Ben Bella 20. 9. 1963 – 19. 6. 1965 – prezident – FLN
- Houari Boumédiène 19. 6. 1965 – 11. 12. 1976 – předseda Revoluční rady – voj./FLN
- Houari Boumédiène 11. 12. 1976 – 27. 12. 1978 – prezident – voj./FLN
- Rabah Bitat 27. 12. 1978 – 9. 2. 1979 – prozatímní prezident – FLN
- Šadlí Bendžedíd 9. 2. 1979 – 11. 1. 1992 – prezident – FLN
- Abdelmalek Benhabyles 11. 1. 1992 – 14. 1. 1992 – předseda Ústavodárné rady – FLN
- Mohamed Boudiaf 14. 1. 1992 – 31. 1. 1994 – (PRS, předseda 16. 1. – 29. 6. 1992), Tedjini Haddam (bezpartijní), Ali Haroun (FLN), Ali Kafi (FLN, předseda od 2. 7. 1992), Redha Malek (bezpartijní, od 2. 7. 1992), Khaled Nezzar (voj.) – Vysoká státní rada
- Liamine Zéroual 31. 1. 1994 – 27. 11. 1995 – hlava státu – bezpartijní/RND
- Liamine Zéroual 27. 11. 1995 – 27. 4. 1999 – prezident – bezpartijní/RND
- Abdelazíz Buteflika od 27. 4. 1999 – 2. 4. 2019 – prezident – bezpartijní
- Abdal Madžíd Tabbúni od 19. 12. 2019 – současnost – FLN

## Administrativní dělení

Mapa provincií

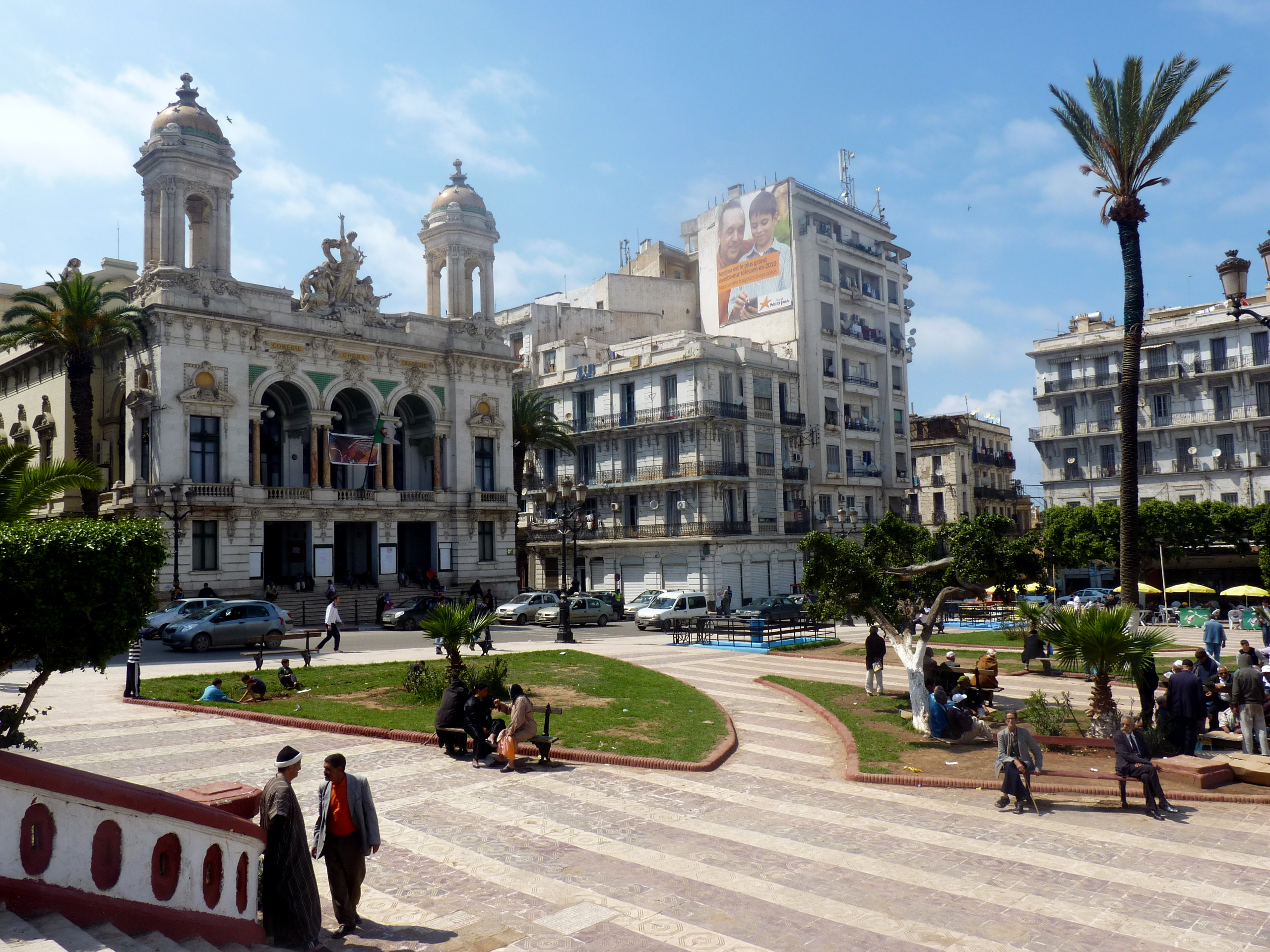
Oran, přezdívaný „malá Paříž“, měl v roce 1959 téměř 50 % obyvatel evropského původu.

Alžírsko má 58 provincií, tzv. vilájetů, 553 okresů (daïras) a 1 541 obcí (baladiyah). Původní administrativní rozdělení Alžířané převzali v roce 1962 po francouzské správě, kdy 15 původních departementů bylo přejmenováno na vilájety. Později byl jejich počet rozšířen na 31, v roce 1983 bylo vytvořeno 17 dalších a v roce 2019 dalších 10. Každý vilájet, okres a obec je pojmenován po svém sídle, které je obvykle i největším městem. Právě tak získalo Alžírsko i název po Alžíru. Rozlohou je největší vilájet Tamanrasset (556 200 km²) v jižní části země a nejvíce obyvatel žije ve vilájetu Alžír (přes 2 947 000).
1. Adrar
2. Ain Defla
3. Ain Temouchent
4. Alger
5. Annaba
6. Batna
7. Bechar
8. Bidžája
9. Biskra
10. Blida
11. Bordj Bou Arreridj
12. Bouira
13. Boumerdes
14. Chlef
15. Constantine
16. Djelfa
17. El Bayadh
18. El Oued
19. El Tarf
20. Ghardája
21. Guelma
22. Illizi
23. Jijel
24. Khenchela
25. Laghouat
26. Muaskar
27. Medea
28. Mila
29. Mostaganem
30. M’Sila
31. Naama
32. Oran
33. Ouargla
34. Oum el-Bouaghi
35. Relízáne
36. Saida
37. Setif
38. Sidi Bel Abbes
39. Skikda
40. Souk Ahras
41. Tamanrasset
42. Tebessa
43. Tiaret
44. Tindouf
45. Tipasa
46. Tissemsilt
47. Tizi Ouzou
48. Tlemcen
49. Timimoun
50. Bordj Badji Mokhtar
51. Ouled Djellal
52. Béni Abbès
53. In Salah
54. In Guezzam
55. Touggourt
56. Djanet
57. El Meghaier
58. El Meniaa

## Ekonomika
Páteří alžírského hospodářství je ropa, zemní plyn, fosfáty, polymetalické rudy a rtuť. Dalšími důležitými odvětvími jsou zpracování železa a oceli a potravinářský a textilní průmysl. Čtvrtina lidí se pohybuje v zemědělství, které ale tvoří jen 13 % HDP. Alžírskou měnou je alžírský dinár.
Při návštěvě ruského prezidenta Vladimira Putina v roce 2006 bylo Alžírsku ze strany Ruska odpuštěno 4,74 miliard dolarů výměnou za nákup bojových letadel, vzdušných obranných systémů a jiných zbraní v ceně 7,5 miliard dolarů od společnosti Rosoboronexport.
V roce 2011 bylo v Alžíru uvedeno do provozu druhé metro na africkém kontinentu.

## Obyvatelstvo
| 1950 | 8,7  |
| 2000 | 30,3 |
| 2015 | 38,0 |

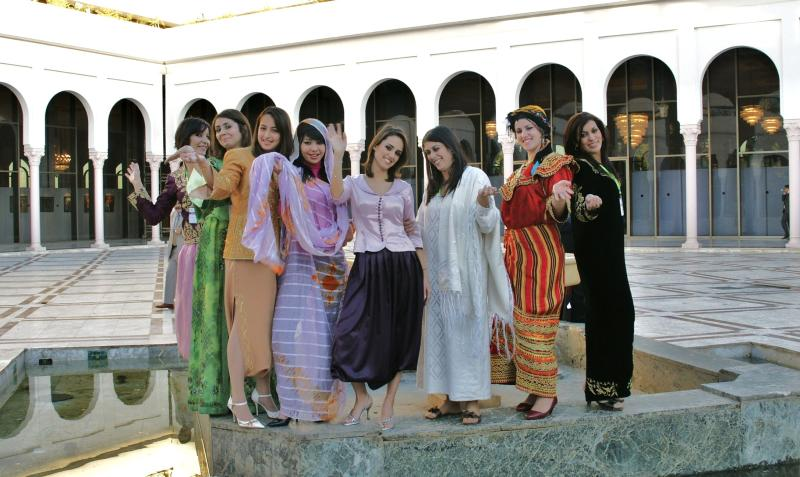
Alžířanky v tradičních šatech

V lednu 2013 byl počet obyvatel odhadován na 37 900 000. Na počátku 20. století měla populace přibližně čtyři milióny. Okolo 90 % Alžířanů žije v pobřežní oblasti na severu země. Leží hlavní město a nejvýznamnější přístav Alžír (3 milionu obyvatel) a další významná města a přístavy Oran (necelých 1,2 miliony obyvatel), Constantine (přes 943 tisíc obyvatel) a Sétif (609 tisíc obyvatel). Kulturní oblast mezi městy Alžír a Constantine je nazývána Kabylie. Další významnou oblastí je oblast Sahary, kde leží město Tamanrasset s 92 tisíci obyvateli. Asi 1,5 milionu obyvatel žije kočovným způsobem. 28,1 % Alžířanů má méně než 15 let.
Kolem 40 % obyvatel je negramotných, protože zde děti pracují už od útlého věku a do školy chodí jen krátce nebo vůbec.

### Etnické skupiny
Nejpočetnější skupinu obyvatel tvoří alžírští Arabové (59 %), Berbeři (26 %), Beduíni (beduinští Arabové, 15 %). Berberské kmeny tvoří na alžírském území kmenová sdružení Kabylů, Mozabitů a Tuaregů.
Naprostá většina Alžířanů jsou Arabové nebo původní Berbeři. Druzí jmenovaní tvoří odhadem celou jednu třetinu obyvatelstva a do 7. století, kdy oblast ovládli Arabové, byli majoritním etnikem. Berbeři se usídlili v horách a vzdáleni arabskému vlivu si dodnes uchovali silné kulturní hodnoty i vlastní jazyk. Evropané usazení v Alžírsku tzv. pied noir, 13 % populace Francouzského Alžírska roku 1961, tvoří dnes sotva jedno procento populace. Na západě země žije 90 000–165 000 obyvatel uprchlých ze Západní Sahary. Je zde i přes 4 000 palestinských uprchlíků, kteří jsou dobře integrováni a od roku 2009 i 35 000 čínských pracovníků. Nejvíce Alžířanů mimo svou zemi žije ve Francii, kde se jejich počet odhaduje na více než 1,7 milionů.

### Jazyky
Oficiálními jazyky jsou arabština, kterou ovládá asi 72 % obyvatel, a berberština, kterou mluví 27–30 % populace. Hovorová arabština je silně ovlivněna francouzštinou a berberštinou. Berberština byla roce 2002 byla novelou ústavy uznána jako národní jazyk, v roce 2016 se pak stala oficiálním jazykem. Francouzština nemá žádný oficiální status, ale země je druhou největší frankofonní zemí a jazyk se používá jak v médiích, tak i ve školství a ve státní správě. V roce 2008 umělo 33 % obyvatel číst a psát francouzsky a 60 % jich francouzštinu používá v domácnosti. Je to podstatně více než v roce 1962, kdy Alžírsko získalo nezávislost na Francii. Výuka francouzštiny je podporována vládou a užívá se jí ve výuce už na základních školách.

### Náboženství
| Náboženství v Alžírsku, 2010 | Náboženství v Alžírsku, 2010 | Náboženství v Alžírsku, 2010 | Náboženství v Alžírsku, 2010 | Náboženství v Alžírsku, 2010 |
| ---------------------------- | ---------------------------- | ---------------------------- | ---------------------------- | ---------------------------- |
| Náboženství                  |                              |                              | Procent                      |                              |
| Islám                        | Islám                        |                              | 97,9 %                       | 97,9 %                       |
| Nepřidružení                 | Nepřidružení                 |                              | 1,8 %                        | 1,8 %                        |
| Křesťanství                  | Křesťanství                  |                              | 0,2 %                        | 0,2 %                        |
| Judaismus                    | Judaismus                    |                              | 0,1 %                        | 0,1 %                        |

K sunnitskému islámu se hlásí 99 % populace a je státním náboženstvím. Asi 150 000 obyvatel ve vilájetu Ghardája se hlásí k islámské větvi ibádíja. V Alžíru je ve výstavbě mešita s náboženskou školou, knihovnou, muzeem a nejvyšším minaretem na světě (265 m).
Katolická církev v Alžírsku má jednu arcidiecézi a v roce 1962 se k ní hlásilo až 1 milion věřících. Po získání nezávislosti země většina z nich odešla a v současné době je zde asi 83 000 římských katolíků. V letech 1944–1956 byla v Alžíru postavena katedrála Sacré-Coeur d'Alger. V zemi je i početná komunita protestantů. V roce 1962 bylo v Alžírsku asi 140 000 židů, ale po vyhlášení nezávislosti získali francouzské občanství a většina jich odešla do Francie, 10 % pak do Izraele.
Při sčítání lidu vláda neeviduje náboženskou příslušnost kvůli zabránění náboženského napětí. Počty věřících jsou pouze odhadovány.

## Kultura

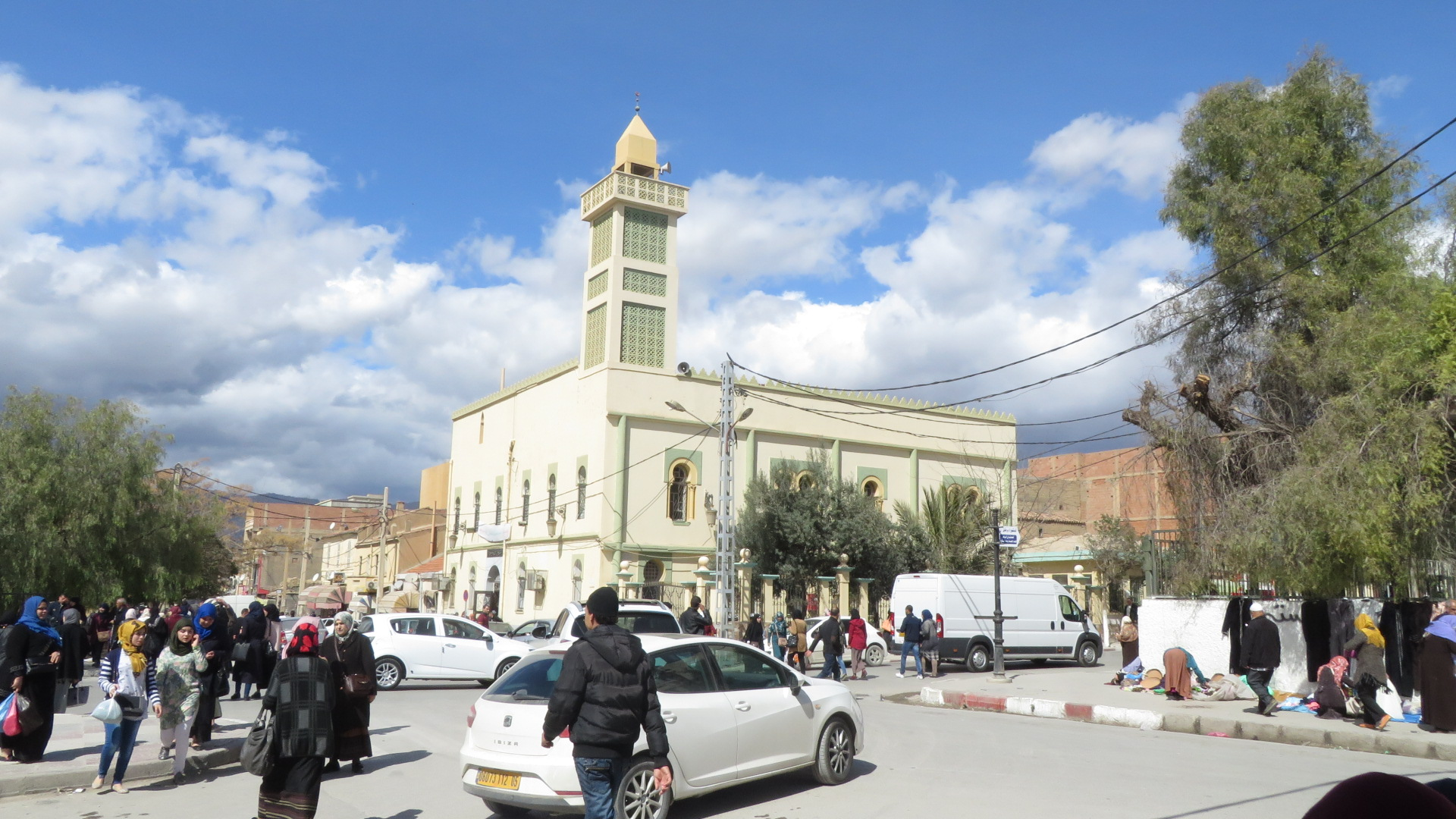
Mešita ve městě Batna

Nová ústava zakotvila islám jako státní náboženství a arabskou a berberskou národnost jako základ státu. Výrazem venkovských tradic jsou každoroční tzv. datlové slavnosti s tanci a závody velbloudů.

### Hudba
K nejznámějším alžírským zpěvačkám kabylského původu patří Souad Massiová, která bývá řazena k folku a bývá označována jako „alžírská Joan Baezová“. Po sérii výhrůžek smrtí však v roce 1999 opustila Alžírsko a odstěhovala se do Francie. Ve Francii působí i raperka Kenza Farahová. V žánru world music se stala legendou kapela Tinariwen, která má kořeny v Mali, ale i v alžírském Tamanrassetu. Jde o skupinu Tuaregů z pouště Sahara. Alžírská lidová hudba se nazývá raï a její kořeny jsou ve 20. letech 20. století.

### Literatura

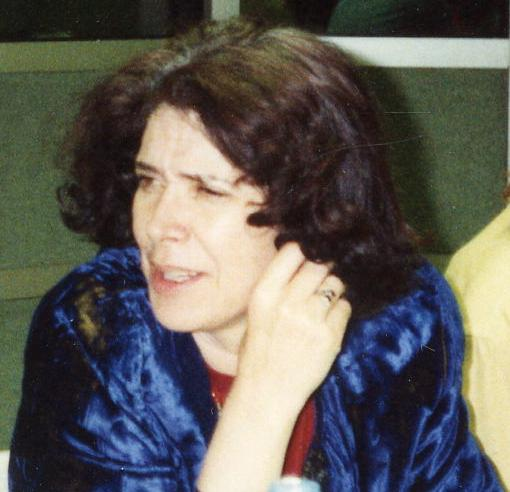
Assia Djebarová

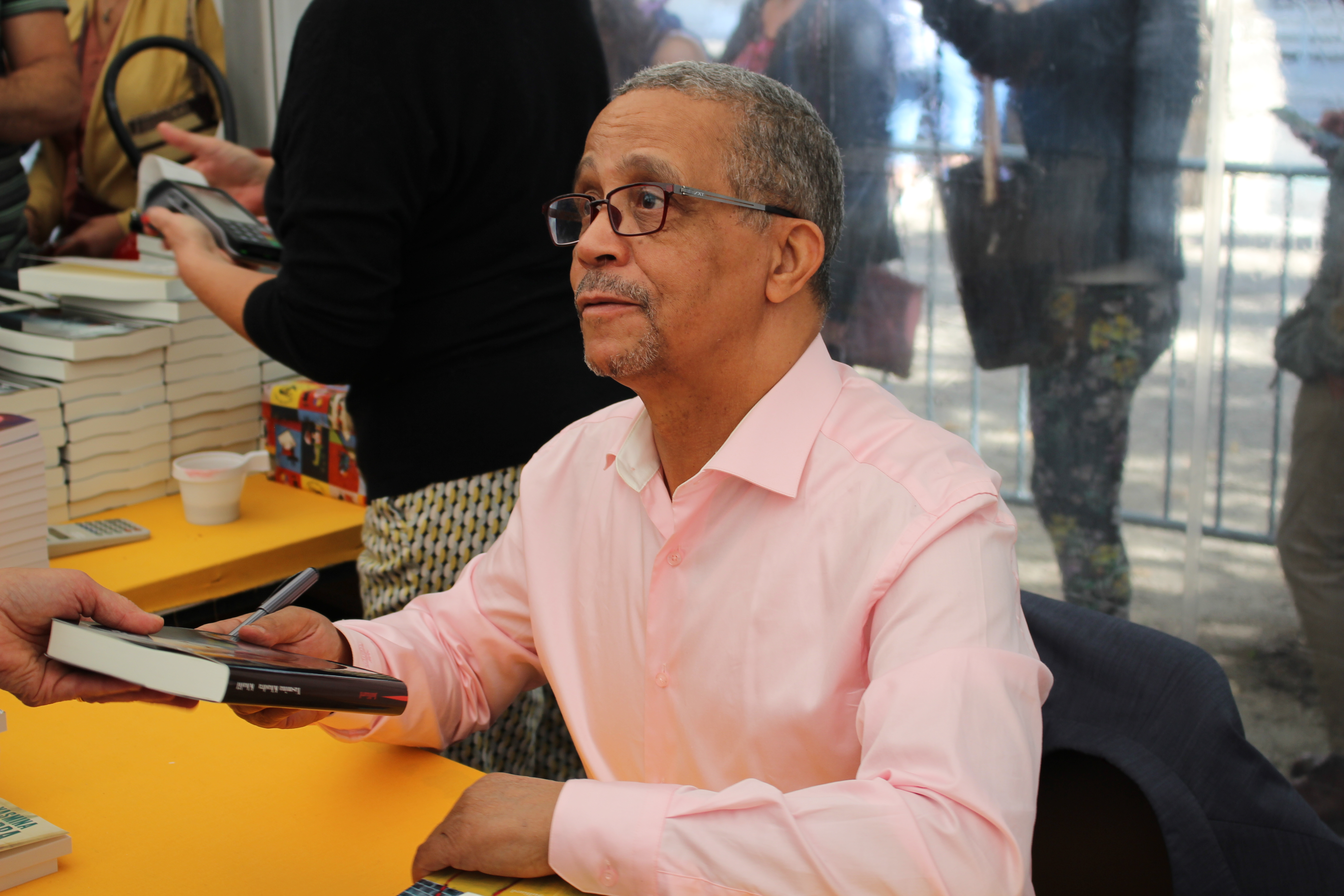
Yasmina Khadra

### Sport

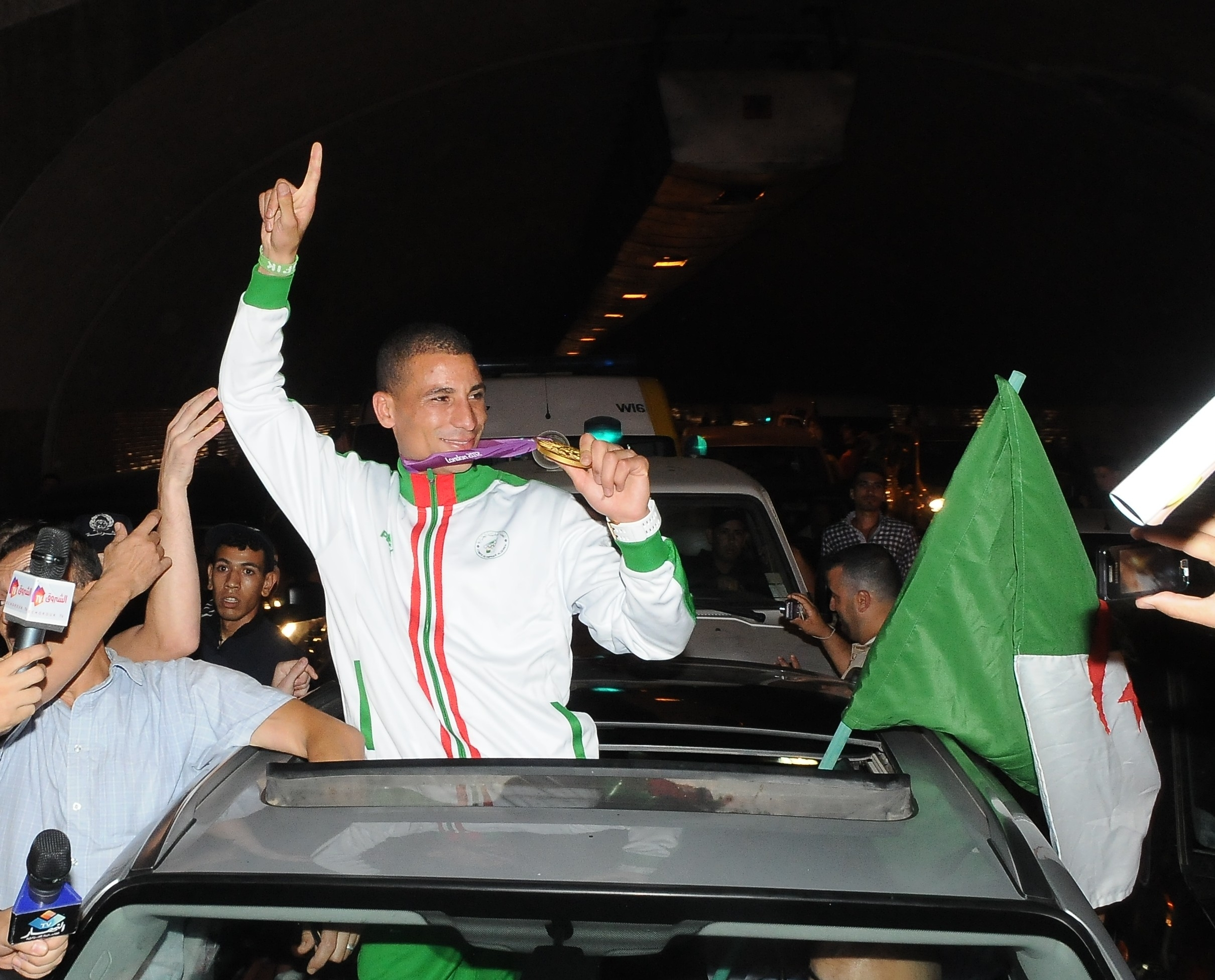
Taoufik Makhloufi

Alžírsko se zúčastňuje olympijských her od roku 1964 a od té doby získalo sedm zlatých medailí (k roku 2024). Čtyři z nich jsou atletické. Tu první přivezla z olympijských her v Barceloně roku 1992 běžkyně na 1500 metrů Hassiba Boulmerka, jinak též dvojnásobná mistryně světa. Na stejné trati Alžířané slavili i druhé zlato, ovšem v mužské kategorii, postaral se o to v Atlantě 1996 běžec Noureddine Morceli, který stejně jako jeho kolegyně triumfoval i na světovém šampionátu, a to dokonce třikrát a je největší sportovní hvězdou alžírské historie. Také třetí a čtvrté zlato je z patnáctistovky, v Sydney roku 2000 ovládla míli Nouria Mérah-Benidaová, v Londýně 2012 vystoupal na vrchol stupňů vítězů Taoufik Makhloufi. Ten navíc za čtyři roky na hrách v Riu přidal ještě dvě stříbra, znovu z míle a ještě z běhu na 800 metrů. Dvě zlaté jsou boxerské, tu první získal roku 1996 Hocine Soltani, druhou vybojovala v Paříži roku 2024 Imane Chalífová, byť nikoli bez kontroverzí spojených s jejím pohlavím. Box je se sedmi medailemi druhý nejúspěšnější alžírský sport na olympiádách. V roce 2024 zlatou medailovou sbírku rozšířila gymnastka Kajlía Nimúrová. Posledním sportem, v němž Alžířané brali některý z cenných kovů, je judo (např. Ammár bin Jachlef). Před ziskem samostatnosti získali někteří Alžířané olympijské zlato v dresu Francie, k takovým patřili maratonci Boughera El Ouafi (1928) a Alain Mimoun (1956).
Alžírská fotbalová reprezentace dvakrát vyhrála Africký pohár národů, v letech 1990 a 2019. Čtyřikrát postoupila na mistrovství světa, přičemž nejúspěšnější byla na světovém šampionátu v Brazílii roku 2014, kdy se jí podařilo postoupit do osmifinále. K nejslavnějším alžírským fotbalistům patří Rabah Madžer, který s portugalským klubem FC Porto vyhrál Pohár mistrů evropských zemí (dnes Liga mistrů) a v roce 1987 byl zvolen Africkým fotbalistou roku. Stejného ocenění se roku 1981 dostalo Lachdaru Belloumimu a v roce 2016 Rijádu Mahrizovi, který vyhrál anglickou Premier League s Manchesterem City i Leicesterem.

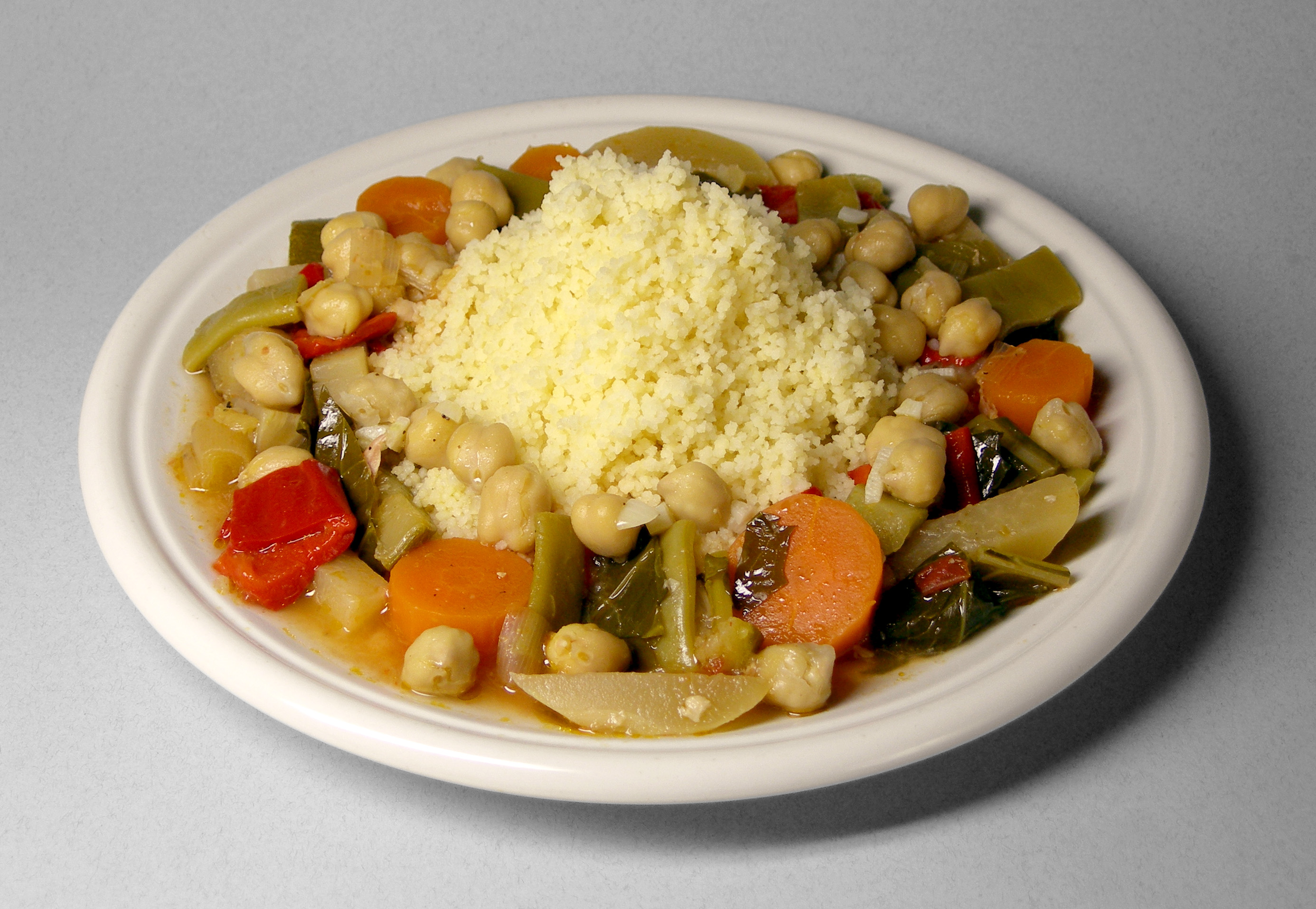
Kuskus

### Kuchyně
Alžírská kuchyně vychází z arabské kuchyně a je podobná marocké a tuniské kuchyni. Mezi nejtypičtější pokrmy patří kuskus, šakšúka, tažín, harira nebo merguez. Typická je kořenící směs ras el hanout. Mezi typické nápoje patří čaj, káva, mátový čaj nebo různé džusy. V malé míře je rozšířeno též vinařství.